# Camponotus criniticeps
Camponotus criniticeps är en myrart som beskrevs av Menozzi 1939. Camponotus criniticeps ingår i släktet hästmyror, och familjen myror. Inga underarter finns listade.